# هوغو كورس
هوغو كورس (بالإسبانية: Hugo Cores)‏ (و. 1937 – 2006 م) هو سياسي، وصحفي من الأرجنتين ولد في بوينس آيرس.